# S型星
S型星(S-type star)はスペクトル分類Sの後期の巨星である。スペクトル線中に、それぞれK型とM型に特徴的な酸化ジルコニウムと酸化チタンのバンドを見せる。酸化イットリウムやテクネチウムのようなその他のs過程元素も増加し、中性子捕獲が起きていることを示している。ジシアンやリチウムの特徴も持つ。多くは長周期変光星である。
ほとんどのS型星はM型の漸近巨星分枝がC-N型の炭素星に変換する際の途中段階であるという説がかつて提案されていた。通常、漸近巨星分枝は不活性の核を取り巻く水素殻での核融合によりエネルギーを供給されるが、熱パルスの間にはヘリウム殻の核融合が支配的になる。また、外因性S型星と呼ばれる別のタイプのS型星もあり、これは冷たいバリウム星で、スペクトル中に見える炭素やS過程元素は連星系からの質量転移の遺物である。このような系では、現在観測されるS型星は自身では過剰量の炭素やS過程元素は生成せず、これらは当時炭素星であった伴星で過去に生産されたものである。質量転移が終わって長い時間が経ってから観測されるため、伴星は白色矮星になってしまい、検出されないことが多い。
S型星は通常、同じくらいの光球温度を持つK型星やM型星よりも赤く見える。ミラ型変光星であるはくちょう座χ星は（最大光度にある時には）、全天で最も明るいS型星である。またおおぐま座S星もS型星である。HR 1105は、外因性S型星の例である。